# Meurtre de trois adolescents israéliens en juin 2014
Le meurtre de trois adolescents israéliens en juin 2014 a été l'un des éléments déclencheurs de la guerre de Gaza de 2014.

## Faits
Les faits se sont déroulés le 12 juin 2014, près du Goush Etzion en Cisjordanie entre Bethléem et Hébron. Gil-Ad Shaer (16 ans, originaire de Talmon), Naftali Fraenkel (16 ans, originaire de Nof Ayalon (en)) et Eyal Yifrach (19 ans, originaire d'El'ad) sont enlevés tandis qu'ils faisaient de l'auto-stop pour se rendre chez eux. Leurs corps sont découverts le 30 juin, dans un champ à l’entrée de Halhul près d'Hébron, au terme de l’opération militaire Shouvou a'him (« Gardiens de nos frères ») visant à les retrouver ainsi que leurs ravisseurs présumés, Marouane Kawasmeh et Amer Abou Eisheh, membres de la cellule Hébron du Hamas.
Israël accusant le Hamas de l’enlèvement, des centaines de militants et officiels des cellules locales du Hamas sont arrêtés, parmi lesquels plusieurs dizaines avaient été libérés en échange de Gilad Shalit. Ces arrestations s’accompagnent de nombreuses frictions avec la population palestinienne. En une semaine, cinq Palestiniens sont tués par des soldats israéliens. Dans la nuit du 1er au 2 juillet, Mohammad Abou Khdeir, un adolescent de seize ans, est brûlé vif par des extrémistes juifs, meurtre qui accroît les tensions entre Israël et le Hamas.
Pendant les dix jours de l'opération israélienne en Cisjordanie, Tsahal a arrêté environ 800 Palestiniens sans inculpation ni procès, tué neuf civils et perquisitionné près de 1 300 bâtiments résidentiels, commerciaux et publics. 
En réponse, le Hamas effectue des centaines de tirs de roquettes en direction d’Israël. Ces roquettes sont pour beaucoup interceptées par le Dôme de fer, le système de défense israélien, ou ne causent que des dégâts minimes en raison de leur conception rudimentaire. Le 8 juillet 2014, en réponse à l’intensification des tirs de roquettes vers le sud d’Israël, l’opération Bordure protectrice est lancée contre Gaza. Celle-ci entraîne la mort de 2 251 Palestiniens, dont 551 enfants, et de 73 Israéliens.
Le Hamas a dans un premier temps nié être responsable de l'enlèvement, avant de reconnaitre que les suspects étaient membres du mouvement tout en affirmant qu'ils avaient agi de leur propre initiative.
Le 5 août 2014, les autorités israéliennes ont annoncé avoir arrêté le 11 juillet Houssam Kaouasme d'Hébron, qui aurait reconnu être le chef des ravisseurs et avoir reçu un soutien financier du Hamas.
Le 23 septembre 2014, Marouan Kaouasme et Amar Abou Aïcha, les deux membres du Hamas tenus pour responsables de l'enlèvement et du meurtre des trois adolescents et qui étaient recherchés depuis par Israël ont été abattus lors d'une fusillade avec les soldats. Ceux-ci avaient encerclé une maison de Hébron dans laquelle ils se cachaient. Le Hamas a « salué le rôle des martyrs Abou Aïcha et Kaouasme dans la traque des colons israéliens ».

## Déroulement
Le 12 juin vers 22 h 15, les trois jeunes se trouvent à une trempiada (station d'auto-stop) située à l'intersection d'Alon Shvut. Gil-Ad Shaer, résident de Talmon en Samarie, et Naftali Frenkel, de Nof Ayalon dans la banlieue de Modiin-Maccabim-Reout, ont tous deux 16 ans et étudient à la yeshiva Mekor Hayim de Kfar Etzion ; leur aîné, Eyal Yifrach d'El'ad, 19 ans, étudie à la yeshiva Shavei Hevron. Tous trois souhaitent rentrer chez eux.
Selon la reconstitution, ils seraient montés dans une voiture de modèle Hyundai i35, immatriculée en Israël en provenance de Hébron. La voiture fait route vers l'ouest mais rebrousse chemin avant de dépasser la ligne verte et retourne à Hébron. 
Vers 22 h 25, Gil-Ad Shaer contacte de son téléphone portable le 100 (numéro d'appel d'urgence de la police israélienne) et murmure « On m'a enlevé ». Selon l'audition de l'enregistrement rendu public le 1er juillet, le policier qui réceptionne l'appel ne l'entend pas, pas plus que les ravisseurs vociférant l'ordre de baisser la tête. Un cri de douleur s'ensuit puis des bruits rétrospectivement identifiés comme des coups de feu tirés avec un silencieux et d'autres cris de douleur suivis de bruits de radio, d'un autre coup de feu et de chants en arabe. Les standardistes tentent de rappeler leur interlocuteur huit fois avant d’y renoncer, pensant avoir affaire à un mauvais plaisantin et ne transmettent l'appel aux forces de sécurité que 5 heures plus tard, lorsque la famille Shaer signale la disparition de leur fils. 
L'origine de l'appel est localisée à Dura Hébron, une ville palestinienne située à 11 km au sud-ouest d'Hébron, le dernier signal émis par le téléphone portable est détecté à 23 h 30 aux alentours de cette ville.
Le 13 juin, la police ordonne le silence sur l’affaire ; l’identité des ravisseurs présumés, Marouane Kawasmeh et Amer Abou Eisheh, membres de la cellule Hebron du Hamas, est connue presque immédiatement mais ils semblent avoir disparu sans laisser de traces. La voiture Hyundai est retrouvée calcinée par la police palestinienne. 
L’hypothèse de travail de l’armée et des services de sécurité israéliens, est que les adolescents sont en vie et que leur enlèvement n'a pas encore été revendiqué parce que les ravisseurs et leurs otages n'auraient pas atteint leur destination finale.

## Revendications
Le 14 juin, trois organisations palestiniennes inconnues revendiquent cet enlèvement, mais la crédibilité de ces revendications est mise en doute par l’armée israélienne. Le 25 juin, des médias palestiniens rapportent « qu'un groupe palestinien inconnu auparavant revendique la responsabilité de l'enlèvement des trois adolescents israéliens,. »
Un groupe se présentant comme la « branche Palestine-Cisjordanie » de l'État islamique revendique notamment l'enlèvement des trois adolescents, le 15 juin. Ce groupe ne s'était jamais manifesté auparavant.

## Recherches

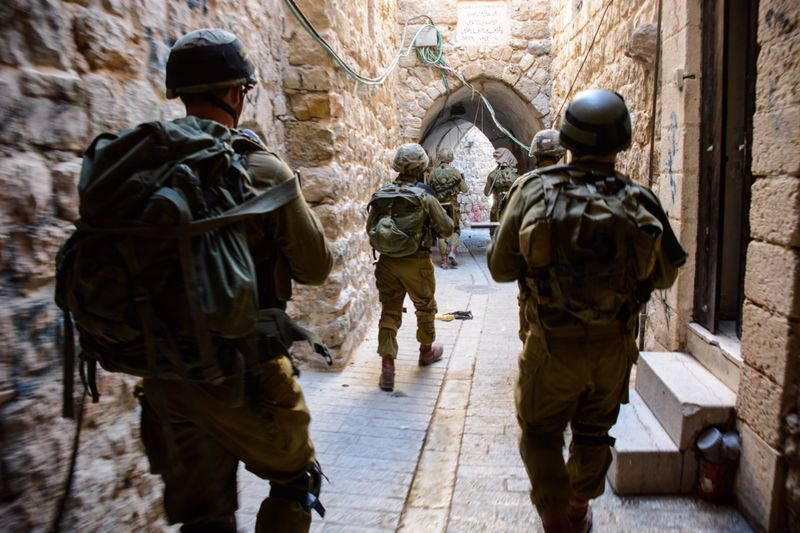
Opération Gardiens de nos frères.

Le 14 juin, Tsahal lance une vaste opération de recherche nommée « Gardiens de nos frères » (Shouvou a'him) accompagnée d'arrestations de militants du Hamas et du Jihad islamique palestinien. Une centaine de membres et de responsables du Hamas en Cisjordanie y compris son chef local Hassan Youssef, ainsi que des dirigeants du Jihad islamique palestinien sont arrêtés. 
L'armée israélienne impose un bouclage complet de la ville de Hébron dans le cadre des recherches pour tenter de retrouver les trois disparus. Les recherches se concentrent sur la localisation de deux membres du Hamas disparus depuis le jour de l’enlèvement. Selon des sources palestiniennes, les services du renseignement palestiniens ont « une coordination active » avec les forces de sécurité israéliennes. Elles soulignent que « ces dernières années, l’Autorité palestinienne a arrêté des dizaines de membres du Hamas palestinien qui ont été impliqués dans des tentatives d’enlèvements précédents. »
Israël déclare que « les hommes responsables de ces tentatives faisaient partie des 1 027 prisonniers libérés des prisons israéliennes dans le cadre de l’échange de 2011 pour libérer le soldat Gilad Shalit. »

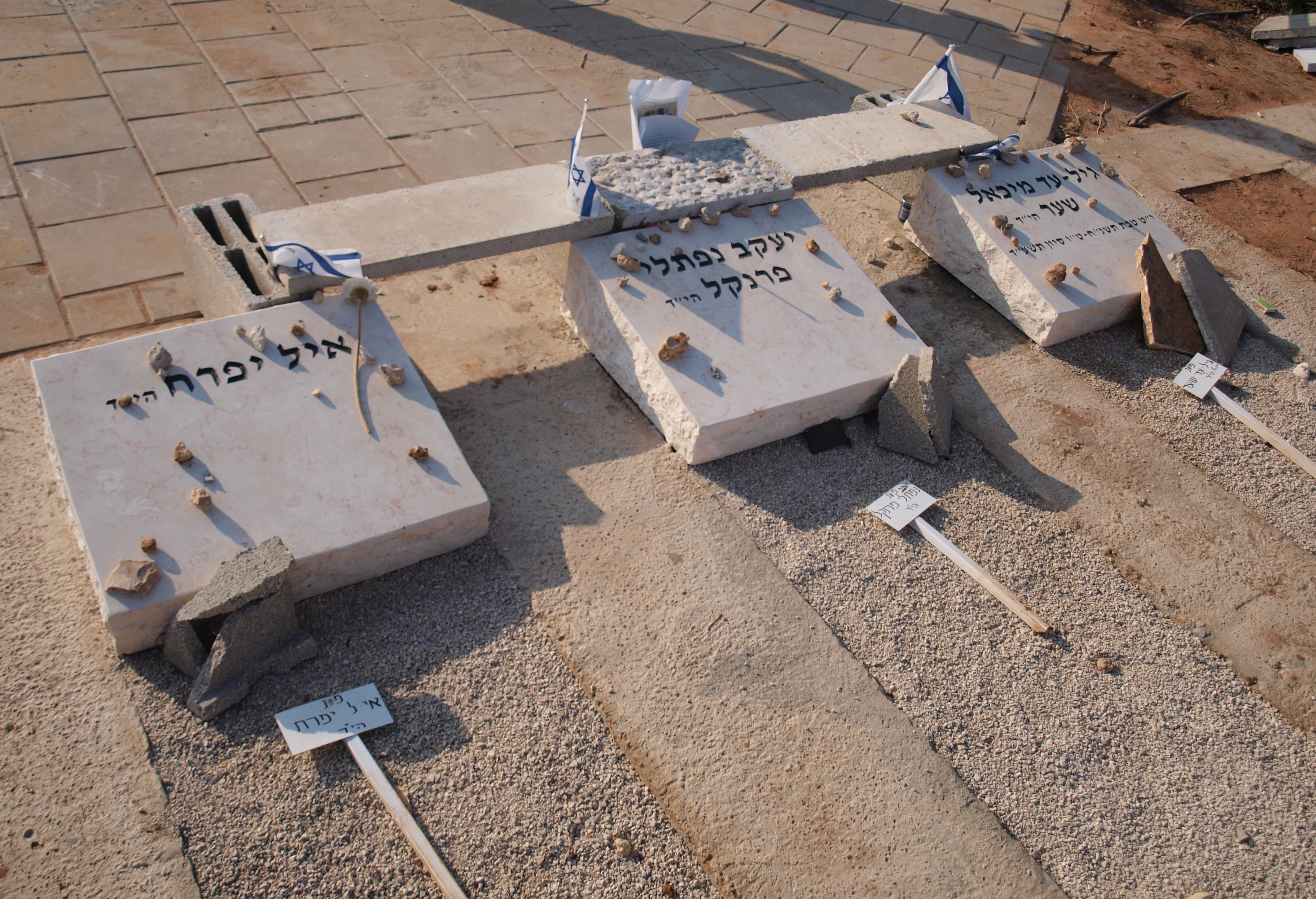
Tombe de Gil-Ad Shaer, Eyal Yifrah et Naftali Fraenkel, les trois garçons enlevés et assassinés

En dehors d'Hébron, soumise à un étroit blocus militaire, les opérations de quadrillage se sont étendues à Naplouse, Bethléem et d'autres villes de Cisjordanie, avec l'arrestation de plus de 250 « suspects » , dont 51 anciens prisonniers qui avaient été relâchés dans le cadre de l'accord pour la libération du caporal Gilad Shalit, le 18 octobre 2011. Au bout d'une semaine, le nombre de « suspects » arrêtés dans des opérations de ratissage monte à 350.
Les opérations israéliennes en territoire occupé visent aussi à démanteler le Dawa, le réseau de bienfaisance du Hamas, c'est-à-dire son infrastructure sociale et financière en Cisjordanie. Les autorités israéliennes savent que la répression en Cisjordanie visant les militants du Hamas ne provoquera que des protestations de principe de la part de l'Autorité palestinienne, tout en bénéficiant d'un soutien silencieux de la communauté internationale.

### Découverte des corps
Les corps des trois adolescents sont découverts dix-huit jours après leur enlèvement, le lundi 30 juin, dans un champ à l’entrée de Halhul, à 5 km au nord de Hébron, au terme de l’opération « Gardiens de nos frères » destinée à les retrouver. Il s'avère que les adolescents ont en fait été assassinés quelques heures à peine après leur enlêvement.

## Enquête
Le 26 juin 2014, le Service de sécurité intérieure israélien dévoile l'identité des deux principaux suspects, Marouane Kawasmeh et Amer Abou Eisheh, membres du Hamas, qui est considéré comme une organisation terroriste par de nombreux pays. Les deux suspects, résidents d'Hébron, dont la trace est perdue depuis le jour de l’enlèvement avaient été emprisonnés par Israël dans le passé,.
Toutefois, l'implication du Hamas est fortement mise en doute en juillet par un membre du même Shin Bet qui, sous couvert d'anonymat, indique l'absence de données allant de ce sens, et pense que l'information a été diffusée à des fins politiques, avec opération de censure sur la presse israélienne,. Yuval Diskin, ancien directeur du Shin Bet, confirme ces propos au journal Der Spiegel : « D'après ce que j'ai lu et d'après ce que je sais sur la façon dont le Hamas opère, je pense que le bureau politique du Hamas a été pris par surprise. Il semble qu'il n'ait ni coordonné ni dirigé [l'enlèvement] ». Selon lui, avoir lancé les opérations militaires en Cisjordanie et s'être attaqué au gouvernement d'union du Fatah et du Hamas est une erreur.
Le correspondant de la BBC Jon Donnison a indiqué que Mickey Rosenfeld, le porte-parole de la police israélienne, lui avait dit que les responsables de l'enlèvement des trois jeunes israéliens étaient affiliés au Hamas mais n’agissaient pas sur ordre de la direction du mouvement.
Le 5 août 2014, les autorités israéliennes ont annoncé avoir arrêté le 11 juillet Houssam Kaouasme, résident d’Hébron, soupçonné d’être le « cerveau » de l’enlèvement et du meurtre des trois adolescents israéliens et d'avoir dirigé le commando en s’assurant le soutien financier du Hamas pour l'achat des armes qu’il aurait ensuite fournies à ses deux complices pour commettre ce crime. Il aurait aussi aidé à enterrer les trois victimes dans un terrain qu’il avait acheté quelques mois plus tôt. Le Hamas avait démenti être responsable de l'enlèvement tout en saluant l'opération « contre l'occupation israélienne »,.
Le 22 août, Saleh al-Arouri, membre du bureau politique du Hamas, déclare que ces meurtres ont bien été commis par des membres du Hamas, sans que la direction du mouvement en ait été avertie.

## Réactions et positions diverses

### Israël
Le 15 juin 2014, le Premier ministre israélien Benjamin Netanyahou a accusé le Hamas d'être responsable de l'enlèvement. Des dizaines de milliers de personnes se sont réunies à Jérusalem à l'appel du Grand-rabbinat d'Israël dans une prière collective pour la libération des trois adolescents au mur des Lamentations, le lieu le plus sacré du judaïsme. Le 24 juin, les mères des trois adolescents se sont rendues au siège de la Commission des droits de l'homme des Nations unies à Genève afin de demander « à l'ONU et au monde de faire tout ce qu'ils peuvent » pour la libération de leurs enfants. Rachel Fraenkel, la mère de Naptali, a remercié, Ban Ki-moon, le secrétaire général des Nations unies, et le Comité international de la Croix-Rouge, pour leur condamnation de l’enlèvement.
Après l'enlèvement des garçons, la députée arabe israélienne à la Knesset, Haneen Zoabi déclare sur une radio de Tel Aviv : « Est-ce si étrange que des gens vivant sous occupation dans des situations impossibles et où Israël capture des centaines de prisonniers au quotidien... qu'ils aient recours au kidnapping ? Ce ne sont pas des « terroristes ». Même si je ne suis pas d'accord avec eux, le fait est que ce sont des gens qui ne voient pas d'autre moyen de changer leur réalité et qui se sentent contraints à de tels expédients ». Cette déclaration lui vaut de vives critiques des politiques israéliens et elle est exclue pour six mois de la Knesset pour incitation à la violence. En parallèle, Mohammed Zoabi, jeune de 17 ans de sa parentèle, poste une vidéo en ligne où il s'oppose au discours de Haneen Zoabi, appelle à ramener les adolescents enlevés à Gush Etzion, souhaite une longue vie à l'État démocratique israélien et qualifie l'Autorité palestinienne de « grande terroriste ». Cette vidéo ayant eu pour conséquence des menaces de mort sur le jeune Mohammed, ce dernier se déconnecte des réseaux sociaux. 
La mort de ces trois jeunes israéliens a suscité en Israël une vive émotion et exacerbé l'expression de haine anti-arabe dans la frange extrémiste de la population. À ce titre, le meurtre de Mohammad Abou Khdeir et des actes de représailles contre des propriétés palestiniennes en Cisjordanie, pourraient consister des actes de vengeance des colons israéliens. Dans un autre registre, ces sentiments de haine ont trouvé un large écho dans la société israélienne comme en témoigne l’ouverture à partir du 30 juin 2014 de groupes Facebook sous le slogan « Le peuple d’Israël demande vengeance ». L'un d'eux, mettant en valeur des selfies accompagnés de commentaires racistes et d'appel à la vengeance, regroupera plus de 35 000 membres avant d'être fermé. La ministre de la Justice Tzipi Livni a condamné ces appels à la vengeance tout en indiquant qu'elle avait l'intention de poursuivre les auteurs de ces appels. Benyamin Netanyahou a pour sa part appelé à ce que des poursuites soient déclenchées contre les auteurs du meurtre de Mohammad Abou Khdeir et a également appelé les deux camps à résister à la tentation de se faire justice eux-mêmes. Malgré cet appel au calme, certains commentateurs ont accusé le chef du gouvernement israélien de la propagation de ces discours haineux. En effet, ce dernier, dans un communiqué publié le 30 juin parle ouvertement de vengeance.
Après la découverte des corps des garçons, dans la nuit du 1er au 2 juillet, un adolescent palestinien de 16 ans, Mohammad Abou Khdeir, est enlevé et tué à Jérusalem-Est. Son corps calciné a été retrouvé quelque temps après dans une forêt de Jérusalem. L'enquête policière a permis l'arrestation de six jeunes suspects et au moins un d'entre eux a avoué sa participation au meurtre. Une partie de ces jeunes sont aussi suspectés d'avoir essayé d'enlever un enfant palestinien de neuf ans, Moussa Zalum, un jour auparavant. Ces arrestations confirment l'hypothèse qu'il s'agit d'un acte de vengeance commis par des juifs extrémistes. Des émeutes ont éclaté dès l'annonce de sa mort et ont continué après les funérailles qui ont eu lieu vendredi 4 juillet. Deux des meurtriers de Mohammad Abou Khdeir seront condamnés l’un à perpétuité, l’autre à 21 ans de prison en février 2016.

### Territoires palestiniens
Des divergences de vue existent entre l'Autorité palestinienne et le Hamas notamment du fait de la coopération des forces de sécurité palestiniennes avec Israël, alors que Khaled Mechaal, chef du bureau politique du Hamas, salue cet « acte de résistance palestinienne. » Mahmoud Abbas est sévèrement critiqué par le Hamas, mais aussi au sein de l'Autorité palestinienne, pour l'étroite collaboration entre forces de sécurité palestiniennes et israéliennes.
Le 16 juin, Mahmoud Abbas, président de l’Autorité palestinienne, condamne l'enlèvement des trois jeunes Israéliens dénonçant ce rapt ainsi que les « violations israéliennes qui ont suivi ». En réaction au meurtre de plusieurs civils palestiniens dans des opérations de ratissage de l'armée israélienne, Mahmoud Abbas critique publiquement le Premier ministre israélien : « J'ai dit que l'enlèvement [des trois jeunes Israéliens] était un crime, mais est-ce que cela justifie le meurtre d'adolescents palestiniens de sang-froid? Qu'a à dire M. Nétanyahou sur ces meurtres ? Est-ce qu'il les condamne ? » 
Le 20 juin, Riyad al Maliki, le ministre des Affaires étrangères palestinien a déclaré dans un entretien à Reuters au sujet de la responsabilité éventuelle du Hamas dans l’enlèvement, que « le président de l'Autorité palestinienne, qui été « durement critiqué » dans son propre camp pour avoir offert de coopérer avec Israël, dont les opérations de recherche en Cisjordanie, « prendra des mesures draconiennes » envers le Hamas si sa responsabilité s'avérait. »
Un porte-parole du Hamas à Gaza déclare que les remarques de Netanyahou leur attribuant la responsabilité sont « stupides et sans fondement », tandis qu'un autre a annoncé que « son mouvement était honoré d’être accusé » par lui tout en soulignant que « le Hamas n'a pas revendiqué cet honneur ». Il a par ailleurs contesté le fait que les disparus soient « des adolescents » les qualifiant « de soldats ».

### Réactions internationales
John Kerry, le secrétaire d'État américain, qualifie dans un communiqué cet enlèvement « d’acte terroriste ignoble » et déclare que de « nombreux indices pointent vers l’implication du Hamas » précisant que la position américaine n’a pas changé et que les États-Unis considèrent toujours le Hamas comme « une organisation terroriste ». Khaled Mechaal, le chef en exil du Hamas, a « félicité » les ravisseurs dans un entretien à Al Jazeera tout en déclarant qu'il ne pouvait ni confirmer ni démentir que le Hamas soit responsable de l’enlèvement.
L'Union européenne condamne l’enlèvement et demande la libération des adolescents cinq jours après son annonce à la suite des reproches formulés par Israël soulignant le silence de Catherine Ashton, le haut représentant de l'Union pour les Affaires étrangères et la politique de sécurité pour l'Union européenne, et qu'elle est « prompte à condamner régulièrement les constructions israéliennes au-delà de la ligne verte ».
Le secrétaire général des Nations unies, Ban Ki-moon, a exprimé sa « préoccupation à propos du regain de violence, des arrestations de masse et des restrictions à la liberté de mouvement en Cisjordanie ».
La plupart des capitales occidentales sont restées silencieuses sur ces opérations de ratissage en territoire occupé.

### Réactions diverses
Le journaliste allemand Christian Sievers (de) affirme, sans toutefois apporter de preuves, lors de l'émission Auslands Journal, du 16 juillet 2014 de la chaîne de télévision allemande ZDF que « l’Agence de renseignement israélien Shin Bet était au courant dès la découverte des corps jetés à Hébron, mais le Premier ministre israélien Netanyahou a tenu à conserver secrète l'information afin que le crime puisse servir de prétexte à la guerre en préparation. » Le journaliste accuse le gouvernement d'Israël de « manipulation de l'information en direction de l'opinion de son pays et internationale pour pouvoir accomplir ses crimes de guerre en toute impunité. »
En outre, le chef du Mossad avait « prédit » l’enlèvement des trois adolescents. Dans un article intitulé « Mossad chief’s chillingly prescient kidnap prophecy ». Selon le journal Haaretz du 13 juillet 2014 : « Le chef du Mossad Tamir Pardo avait décrit un scénario terriblement semblable à l’enlèvement des trois adolescents disparus en Cisjordanie ».
Le Jewish Daily Forward écrit que « le gouvernement [israélien] savait quasiment depuis le début que les garçons étaient décédés. Ils ont maintenu l’espoir qu’ils pourraient les retrouver vivants, comme prétexte pour démanteler les opérations du Hamas en Cisjordanie... et cela n’était pas le seul mensonge. Il était clair depuis le début que les ravisseurs n’agissaient pas sur les ordres du Hamas. »